# Senato del Regno (Italia)
Il Senato del Regno era una delle due Camere del Parlamento del Regno d'Italia; i suoi membri non venivano eletti, lo diventavano di diritto o per nomina regia, restavano in carica a vita ed erano solo maschi.

## Storia

Monogramma del Senato del Regno

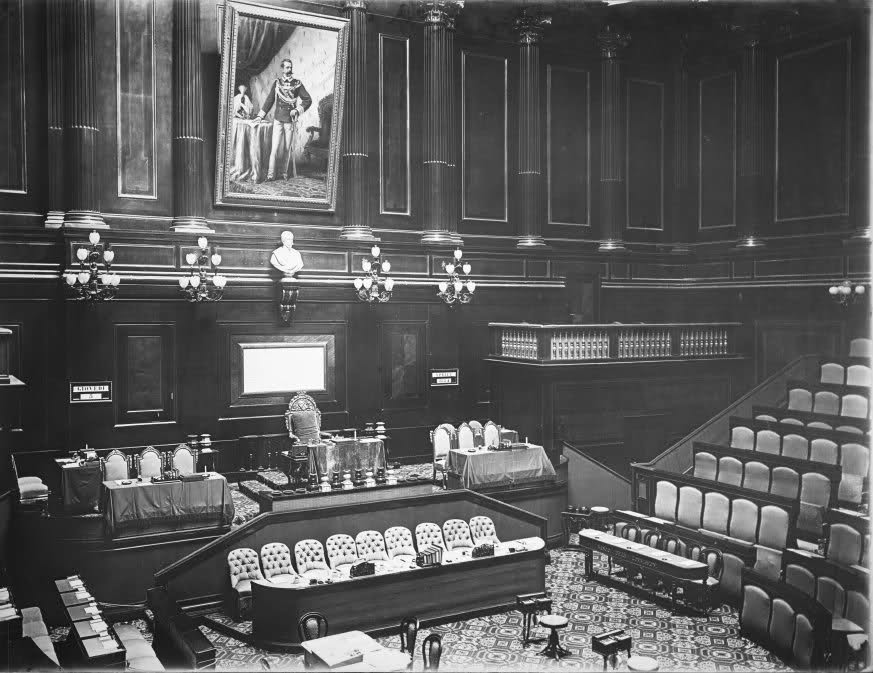
Aula del Senato del Regno nel 1884

Il Senato del Regno nacque nel 1861, in seguito all'unità d'Italia, come diretta evoluzione del Senato Subalpino del Regno di Sardegna. La prima seduta dell'VIII legislatura si tenne il 18 febbraio di quell'anno. Il senato era considerato al di sotto del Consiglio dei Ministri dell'epoca.
I senatori del Regno di Sardegna mantennero la propria carica e furono affiancati da componenti provenienti dai territori annessi in seguito alla seconda guerra d'indipendenza e dopo la spedizione dei Mille.
Tra il 1861 e il 1865 il Senato ebbe sede a Torino a Palazzo Madama. In seguito alla convenzione del 1864, la capitale fu trasferita a Firenze e Palazzo della Signoria divenne la nuova sede fino al 1871. Con il definitivo trasferimento della capitale a Roma, la sede del Senato divenne Palazzo Madama di Roma, omonimo di quello torinese.
Durante il regime fascista non ci fu una "fascistizzazione" del Senato, come avvenne per la Camera dei deputati, e i senatori nominati prima della marcia su Roma, tra cui Einaudi e Croce, mantennero la carica. Solo nel 1939, in coincidenza con la nascita della Camera dei fasci e delle corporazioni, vi furono ben 212 nomine. Con la caduta del fascismo il 25 luglio 1943, il re nominò nuovo presidente l'ammiraglio Paolo Thaon di Revel, che entrò in carica il 2 agosto.
Il 20 luglio 1944 Pietro Tomasi della Torretta fu nominato ultimo presidente del Senato, carica dalla quale si dimise il 25 giugno 1946.
Nell'agosto del 1944, 302 senatori «ritenuti responsabili di aver mantenuto il fascismo e resa possibile la guerra sia coi loro voti, sia con azioni individuali, tra cui la propaganda esercitata fuori e dentro il Senato» furono deferiti all'Alta corte di giustizia per le sanzioni contro il fascismo (ad eccezione di 13 senatori che vennero nominati Consultori Nazionali). Nel novembre del 1944, 258 senatori vennero dichiarati decaduti. Successivamente vari ricorsi vennero presentati presso la Corte di Cassazione - Sezione Civile, la quale in differenti momenti dichiarò ammissibili i ricorsi di 32 senatori, reintegrandoli nella loro carica.

### Passaggio al Senato della Repubblica
In seguito al referendum istituzionale del 2 giugno 1946 e all'elezione dell'Assemblea Costituente, il Senato del Regno cessò le sue funzioni il 25 giugno 1946, per poi essere formalmente soppresso il 7 novembre 1947, scomparendo quindi definitivamente. Già durante gli ultimi anni del regime fascista aveva perso di fatto quasi ogni potere e l'ultima seduta pubblica si era svolta il 17 maggio 1940. Durante il ventennio, infatti, nonostante non fossero mancati gli innesti di membri fascisti, a causa del carattere vitalizio della carica, il Senato era rimasto un organismo non pienamente integrato nel sistema predisposto da Mussolini e quindi, col tempo, era stato sempre più messo ai margini della vita politica.
Al Senato del Regno si ispirò parzialmente il successivo Senato della Repubblica, entrato in funzione l'8 maggio 1948: la Costituzione ha reso il Senato un organo eletto a suffragio universale e diretto, come la Camera dei Deputati, con il diritto anche per le donne di votare ed essere votate. Come previsto dalla III disposizione transitoria della Costituzione, gli ex Senatori del Regno, non dichiarati decaduti, divennero nel 1948 componenti di diritto del Senato della Repubblica nella I legislatura.
La previsione di senatori a vita nel Senato della Repubblica rappresenta un ulteriore raccordo con il carattere vitalizio del Senato del Regno.

## Senatori di diritto
Come previsto dall'articolo 34 dello Statuto albertino, erano membri di diritto i principi maschi della famiglia reale. Non era previsto alcun limite al grado di parentela con il re; si ebbe il caso di settimo grado di parentela tra l'allora re Vittorio Emanuele II ed Eugenio Emanuele, principe di Carignano.
Nella genealogia seguente sono evidenziati in azzurro ⬤ i principi di casa Savoia che furono senatori del Regno d'Italia. È indicato il periodo di appartenenza a partire dal giuramento, considerando il 1947 come data di soppressione.
|                                   |                                   |                     |                                 |                                 |                                |                                |                               |                           |                      |                               |                               |                        |                       |                       |                       |                       |                     |                     |
|                                   |                                   |                     |                                 |                                 |                                |                                |                               |                           | Luigi Vittorio       |                               |                               |                        |                       |                       |                       |                       |                     |                     |
|                                   |                                   |                     |                                 |                                 |                                |                                |                               |                           |                      |                               |                               |                        |                       |                       |                       |                       |                     |                     |
|                                   |                                   |                     |                                 |                                 |                                |                                |                               |                           |                      |                               |                               |                        |                       |                       |                       |                       |                     |                     |
|                                   |                                   |                     |                                 |                                 |                                |                                |                               | Vittorio Amedeo II        | Vittorio Amedeo II   | Eugenio Ilarione              | Eugenio Ilarione              |                        |                       |                       |                       |                       |                     |                     |
|                                   |                                   |                     |                                 |                                 |                                |                                |                               |                           |                      |                               |                               |                        |                       |                       |                       |                       |                     |                     |
|                                   |                                   |                     |                                 |                                 |                                |                                |                               |                           |                      |                               |                               |                        |                       |                       |                       |                       |                     |                     |
|                                   |                                   |                     |                                 |                                 |                                |                                |                               | Carlo Emanuele            | Carlo Emanuele       | Giuseppe Maria                | Giuseppe Maria                |                        |                       |                       |                       |                       |                     |                     |
|                                   |                                   |                     |                                 |                                 |                                |                                |                               |                           |                      |                               |                               |                        |                       |                       |                       |                       |                     |                     |
|                                   |                                   |                     |                                 |                                 |                                |                                |                               |                           |                      |                               |                               |                        |                       |                       |                       |                       |                     |                     |
|                                   |                                   |                     |                                 |                                 |                                |                                |                               | Carlo Alberto             | Carlo Alberto        | ⬤ Eugenio Emanuele 1849-†1888 | ⬤ Eugenio Emanuele 1849-†1888 |                        |                       |                       |                       |                       |                     |                     |
|                                   |                                   |                     |                                 |                                 |                                |                                |                               |                           |                      |                               |                               |                        |                       |                       |                       |                       |                     |                     |
|                                   |                                   |                     |                                 |                                 |                                |                                |                               |                           |                      |                               |                               |                        |                       |                       |                       |                       |                     |                     |
|                                   |                                   |                     | Vittorio Emanuele II            | Vittorio Emanuele II            |                                |                                |                               |                           |                      |                               |                               |                        |                       | Ferdinando            | Ferdinando            |                       |                     |                     |
|                                   |                                   |                     |                                 |                                 |                                |                                |                               |                           |                      |                               |                               |                        |                       |                       |                       |                       |                     |                     |
|                                   |                                   |                     |                                 |                                 |                                |                                |                               |                           |                      |                               |                               |                        |                       |                       |                       |                       |                     |                     |
| ⬤ Umberto I 1865-1878             | ⬤ Umberto I 1865-1878             |                     |                                 |                                 |                                | ⬤ Amedeo 1866-1870 1873-†1890  | ⬤ Amedeo 1866-1870 1873-†1890 |                           |                      |                               |                               |                        |                       | ⬤ Tommaso 1882-†1931  | ⬤ Tommaso 1882-†1931  |                       |                     |                     |
|                                   |                                   |                     |                                 |                                 |                                |                                |                               |                           |                      |                               |                               |                        |                       |                       |                       |                       |                     |                     |
|                                   |                                   |                     |                                 |                                 |                                |                                |                               |                           |                      |                               |                               |                        |                       |                       |                       |                       |                     |                     |
| ⬤ Vittorio Emanuele III 1890-1900 | ⬤ Vittorio Emanuele III 1890-1900 |                     | ⬤ Emanuele Filiberto 1890-†1931 | ⬤ Emanuele Filiberto 1890-†1931 | ⬤ Vittorio Emanuele 1892-†1946 | ⬤ Vittorio Emanuele 1892-†1946 | ⬤ Luigi Amedeo 1894-†1933     | ⬤ Luigi Amedeo 1894-†1933 | ⬤ Umberto 1910-†1918 | ⬤ Umberto 1910-†1918          | ⬤ Ferdinando 1907-1947        | ⬤ Ferdinando 1907-1947 | ⬤ Filiberto 1917-1947 | ⬤ Filiberto 1917-1947 | ⬤ Adalberto 1919-1947 | ⬤ Adalberto 1919-1947 | ⬤ Eugenio 1927-1947 | ⬤ Eugenio 1927-1947 |
|                                   |                                   |                     |                                 |                                 |                                |                                |                               |                           |                      |                               |                               |                        |                       |                       |                       |                       |                     |                     |
|                                   |                                   |                     |                                 |                                 |                                |                                |                               |                           |                      |                               |                               |                        |                       |                       |                       |                       |                     |                     |
| ⬤ Umberto II 1925-1945            | ⬤ Umberto II 1925-1945            | ⬤ Amedeo 1921-†1942 | ⬤ Amedeo 1921-†1942             | ⬤ Aimone 1921-1947              | ⬤ Aimone 1921-1947             |                                |                               |                           |                      |                               |                               |                        |                       |                       |                       |                       |                     |                     |

Nello statuto era previsto un requisito relativo all'età: divenivano senatori al compimento del ventunesimo anno e conseguivano il diritto di voto al compimento del venticinquesimo.
La carica venne meno solo in caso di salita al trono (Umberto I, Vittorio Emanuele III, Umberto II) o per perdita della nazionalità italiana. Fu questo il caso di Amedeo, duca d'Aosta, che fu cancellato dall'elenco dei senatori quando divenne re di Spagna nel 1870, per poi essere reinserito nel 1873 dopo aver abdicato e recuperato la cittadinanza italiana.
(Terenzio Mamiani, 14 marzo 1873)

## Senatori di nomina regia

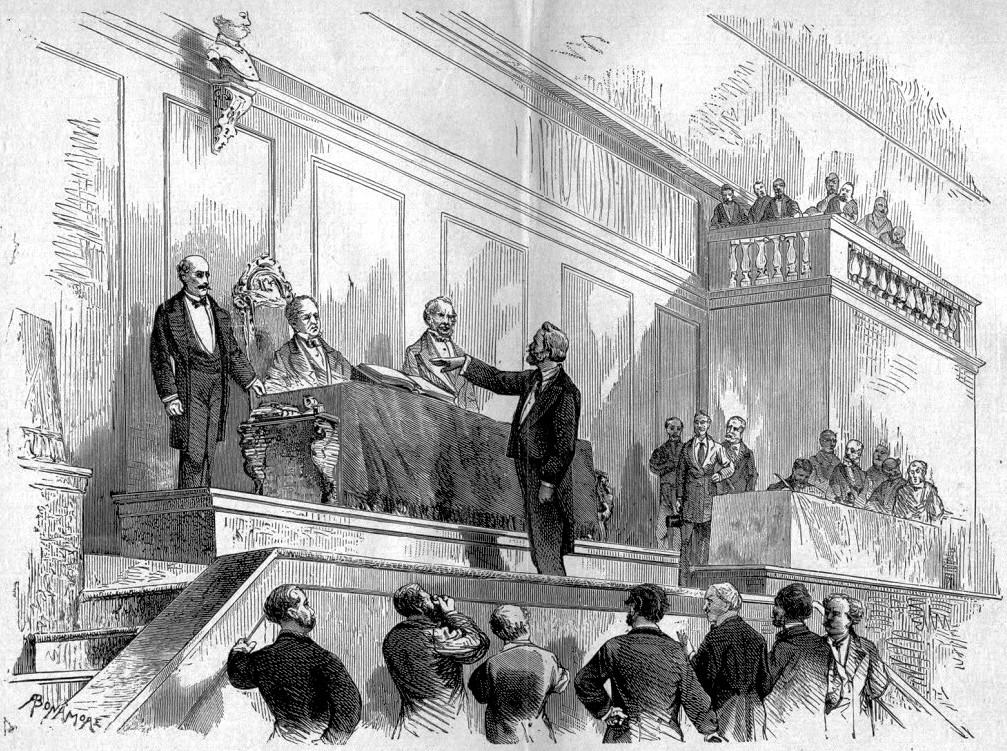
Giuramento di Giuseppe Verdi come senatore il 15 novembre 1875

La nomina a Senatore del Regno da parte del regnante era a vita e garantiva privilegi leggermente superiori a quelli garantiti dall'elezione a deputato, tra i quali la giurisdizione penale del foro speciale rappresentato dagli stessi colleghi riuniti in Alta Corte di Giustizia. Poiché il numero di Senatori non era limitato, col tempo le nomine regie vennero spesso suggerite dai Presidenti del Consiglio, principalmente tramite «infornate» (cioè nomine di vari nuovi Senatori) al fine di ottenere votazioni favorevoli per le proprie leggi.
Il solo decreto di nomina non era sufficiente per essere considerati Senatori, ma era necessario completare l'iter mediante la convalida della nomina da parte del Senato e il giuramento del Senatore.

### Requisiti
Età
In base all'articolo 33 dello Statuto Albertino, un Senatore del Regno doveva avere quarant'anni d'età compiuti. Nei vari casi di nomina con età minore di 40 anni le decisioni del Senato si diversificarono: in alcuni casi venne rimandata la convalida al momento in cui era raggiunta l'età prescritta, in altri si convalidò la nomina, richiedendo però che tali Senatori non partecipassero alle votazioni (in modo simile a quanto avveniva per i Senatori di diritto con età inferiore a 25 anni); invece per Cesare Maria De Vecchi (nato nel novembre 1884) si decise di non convalidare la nomina del 1924 e divenne Senatore solo dopo un nuovo decreto del 1925.
Categoria
Per la nomina un Senatore doveva inoltre rientrare in una delle categorie di seguito elencate.
1. Gli Arcivescovi e Vescovi dello Stato;
2. Il Presidente della Camera dei Deputati;
3. I Deputati dopo tre legislature, o sei anni di esercizio;
4. I Ministri di Stato;
5. I Ministri Segretarî di Stato;
6. Gli Ambasciatori;
7. Gli Inviati Straordinarî, dopo tre anni di tali funzioni;
8. I Primi Presidenti e Presidenti del Magistrato di Cassazione e della Camera dei Conti;
9. I Primi Presidenti dei Magistrati d'Appello;
10. L'Avvocato Generale presso il Magistrato di Cassazione, ed il Procuratore Generale, dopo cinque anni di funzioni;
11. I Presidenti di Classe dei Magistrati di Appello, dopo tre anni di funzioni;
12. I Consiglieri del Magistrato di Cassazione e della Camera dei Conti, dopo cinque anni di funzioni;
13. Gli Avvocati Generali o Fiscali Generali presso i Magistrati d'Appello, dopo cinque anni di funzioni;
14. Gli Uffiziali Generali di Terra e di Mare. Tuttavia i Maggiori Generali e i Contr'Ammiragli dovranno essere in attività in quel grado da cinque anni o più;
15. I Consiglieri di Stato, dopo cinque anni di funzioni;
16. I Membri dei Consigli di Divisione, dopo tre elezioni alla loro presidenza;
17. Gli Intendenti Generali, dopo sette anni di esercizio;
18. I Membri della Regia Accademia delle Scienze, dopo sette anni di nomina[8];
19. I Membri Ordinarî del Consiglio Superiore d'Istruzione Pubblica, dopo sette anni di esercizio;
20. Coloro che con servizi o meriti eminenti avranno illustrata la Patria;
21. Le persone, che da tre anni pagano tremila lire d'imposizione diretta in ragione de' loro beni, o della loro industria[9].

Con legge n. 987 del 18 giugno 1925 i Governatori delle Colonie vennero assimilati agli Ambasciatori anche per quanto riguardava la nomina a Senatore nella categoria 6.
Anche per questi requisiti ci furono difformità di applicazione, in particolare per l'esercizio di cariche: in alcuni casi si rifiutò immediatamente la convalida, mentre in altri si rinviò la convalida a quando il requisito della durata della carica era stato raggiunto (soprattutto per la categoria 13).
Cittadinanza
Il requisito della cittadinanza fu trattato nel caso specifico di Adolfo Engel: nel 1905 la sua nomina non fu convalidata e divenne Senatore nel 1908 solo dopo l'ottenimento della piena cittadinanza italiana e dopo un nuovo decreto di nomina.
Diritti civili e politici
Il godimento dei diritti civili e politici fu un requisito non esplicito, ma considerato. Nel 1888 Luigi Pissavini fu condannato dall'Alta Corte di Giustizia del Senato e decadde dalla carica di Senatore; ciò fu dovuto, come evidenziato dalla sentenza, all'essere condannato per un reato che prevedeva la perdita di eleggibilità.
Il godimento dei diritti civili e politici implicava anche l'esclusione delle donne dalla possibilità di essere nominate al Senato. Anche quando nel 1919 fu permesso alle donne l'esercizio di professioni e impieghi, vennero esclusi esplicitamente quelli che «implicano poteri pubblici giurisdizionali o l'esercizio di diritti e di potestà politiche o che attengono alla difesa militare dello Stato».

### Il giuramento

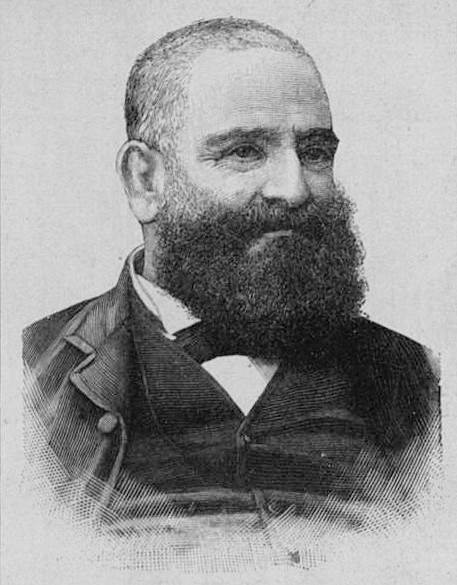
Francesco Zuccaro Floresta

Nonostante il regolamento del Senato prescrivesse il giuramento solo dopo la convalida, ci furono numerosi casi di giuramento all'inizio della legislatura, molto prima della convalida. Alla fine dell'Ottocento però a nomina e a giuramento in alcuni casi non seguì l'approvazione della nomina (ad esempio per Francesco Zuccaro Floresta); nel regolamento del 1900 fu perciò stabilito che si dovessero convalidare i titoli di nomina, poi si dovesse prestare giuramento e solo alla fine il presidente del Senato potesse proclamare il nominato come senatore del Regno.
Caso opposto è quello di quanti, nonostante la convalida, non si presentarono a prestare giuramento o lo fecero solo dopo anni. In alcuni casi ci fu confusione tra decreto di nomina e carica effettiva.
Famoso il caso di Giuseppe Verdi che si presentò in Senato esclusivamente per il giuramento un anno dopo la nomina.

### Dimissioni dalla carica
Ci furono vari casi di dimissioni volontarie dalla carica.
Le dimissioni potevano essere per ragioni politiche o per ragioni di salute. Di particolare rilievo le dimissioni di Antonio Brignole Sale nell'aprile 1861, motivate dalla creazione del Regno d'Italia derivate da «annessioni territoriali alla monarchia sarda, incompatibili con le religiose e politiche mie convinzioni e contro le quali io non ho lasciato di protestare in pubblica assemblea».
In altri casi le dimissioni erano dovute all'inizio di un procedimento penale nei confronti del senatore, come per Ignazio Genuardi, Filippo Satriano, Achille Del Giudice e Giovanni Diana.
È da precisare che erano considerate dimissioni solo nel caso fosse già stato completato l'iter, con convalida e con giuramento; in caso contrario, l'atto veniva considerata una rinuncia alla nomina.
Caso unico fu quello di Bernardo Tanlongo, che fu inserito nel decreto di nomina del 21 novembre 1892 e prestò subito giuramento; arrestato nel gennaio 1893 per lo scandalo della Banca Romana, non rinunciò alla nomina e il Senato rinviò l'esame dei titoli per l'ammissione. Fu necessario un regio decreto per annullare la nomina (24 dicembre 1893).

### Statistiche
Tra il 1861 e il 1943 vennero nominati 2150 senatori. Non sono inclusi dati relativi ai senatori del Regno di Sardegna che rimasero in carica dopo la costituzione del Regno d'Italia.
SenatoriAnno050100150200250186018801900192019401960SenatoriNomine per anno
SenatoriEtà02040608010012039434751555963677175798389SenatoriDistribuzione per età dei nuovi senatori
SenatoriCategoria0100200300400500600700Arcivescovi e Vescovi dello StatoCategoria unicaCon altreSuddivisione per categoria di nomina

## Competenze
In principio la creazione di questa istituzione rispondeva all'intenzione di dare luogo a un bicameralismo paritario (riferito all'importanza delle due camere) e differenziato (le due camere dovevano avere diverse funzioni condividendo quella legislativa), ispirandosi allo statuto francese del 1830, comprensivo della competenza sui reati ministeriali propria della Camera dei pari, come Alta corte di giustizia.
Tuttavia nella prassi, il fatto che la Camera dei deputati fosse eletta da un numero sempre maggiore di persone, fece sì che i governi preferissero recarsi alla Camera piuttosto che in Senato, quando dovevano ottenere supporto politico. Da tale consuetudine costituzionale derivò il principio, valido sin dall'Unità d'Italia, secondo cui "il Senato non fa crisi".

## Cariche interne
Il presidente del Senato era nominato dal re per decreto. Sin dal 1849 presso il Senato erano custoditi gli atti civili relativi alla famiglia reale, così come gli inventari della dotazione della Corona; a partire dal 1865 il Presidente del Senato e il Segretario generale divennero rispettivamente ufficiale di stato civile e cancelliere per gli atti di Casa Savoia.
Nel 1861 erano nominati quattro vice-presidenti, quattro segretari e due questori, tutti tra i senatori stessi. Erano presenti anche addetti alla segreteria (che includeva archivio e biblioteca) e al servizio di stenografia (12 stenografi); si aggiungevano due assistenti, cinque uscieri e otto commessi.
Con il nuovo regolamento del Senato del 1883 il numero di segretari passò da quattro a sei. Il loro numero divenne completo dopo l'elezione di tre segretari il 29 febbraio 1884.

### Presidenti
- VIII legislatura
  - Ruggero Settimo (1861-1863)
  - Federigo Sclopis di Salerano (1863-1864)
  - Giuseppe Manno (1864-1865)
- IX legislatura
  - Gabrio Casati (1865-1867)
- X legislatura
  - Gabrio Casati (1867-1870) (II)
- XI legislatura
  - Vincenzo Fardella di Torrearsa (1870-1874)
- XII legislatura
  - Luigi des Ambrois de Nevache (1874)
  - Giuseppe Pasolini (1874-1876)
- XIII legislatura
  - Sebastiano Tecchio (1876-1880)
- XIV legislatura
  - Sebastiano Tecchio (1880-1882) (II)
- XV legislatura
  - Sebastiano Tecchio (1882-1884) (III)
  - Giacomo Durando (1884-1886)
- XVI legislatura
  - Giacomo Durando (1886-1887) (II)
  - Domenico Farini (1887-1890)
- XVII legislatura
  - Domenico Farini (1890-1892) (II)
- XVIII legislatura
  - Domenico Farini (1892-1895) (III)
- XIX legislatura
  - Domenico Farini (1895-1897) (IV)
- XX legislatura
  - Domenico Farini (1897-1898) (V)
  - Giuseppe Saracco (1898-1900)
- XXI legislatura
  - Giuseppe Saracco (1900-1904) (II)
- XXII legislatura
  - Tancredi Canonico (1904-1908)
  - Giuseppe Manfredi (1908-1909)
- XXIII legislatura
  - Giuseppe Manfredi (1909-1913) (II)
- XXIV legislatura
  - Giuseppe Manfredi (1913-1918) (III)
  - Adeodato Bonasi (1918-1919)
- XXV legislatura
  - Tommaso Tittoni (1919-1921)
- XXVI legislatura
  - Tommaso Tittoni (1921-1924) (II)
- XXVII legislatura
  - Tommaso Tittoni (1924-1929) (III)
- XXVIII legislatura
  - Luigi Federzoni (1929-1934)
- XXIX legislatura
  - Luigi Federzoni (1934-1939) (II)
- XXX legislatura
  - Giacomo Suardo (1939-1943)
  - Paolo Thaon di Revel (1943-1944)
  - Pietro Tomasi della Torretta (1944-1945)
- Periodo costituzionale transitorio
  - Pietro Tomasi della Torretta